# Xaverov
Xaverov – gmina w Czechach, w powiecie Benešov, w kraju środkowoczeskim. Według danych z dnia 1 stycznia 2023 liczyła 55 mieszkańców.